# Нільс Єрне
Нільс Кай Єрне (дан. Niels Kaj Jerne; 23 грудня, 1911 року, Лондон, Велика Британія — 7 жовтня 1994 року) —  данський імунолог, лауреат  Нобелівської премії з фізіології і медицини 1984 року «За теорії щодо специфічності в розвитку і контролі імунної системи і відкриття принципу продукції моноклональних антитіл».

## Біографія
Батьки Нільса Єрне жили на данському острові Фаньо, як і їх предки протягом століть. У 1910 році вони переїхали в Лондон, де й народився Єрне 23 грудня 1911 року. Під час  Першої світової війни батьки переїхали в Нідерланди , тому Єрне провів юність в Роттердамі, де закінчив бакалаврат в 1928 році. Він закінчив Лейденський університет, де два роки вивчав фізику. Після цього він переїхав в Копенгаген, де почав вивчати медицину в  Університеті Копенгагена, отримав там в 1947 році ступінь доктора медицини, а в 1951 році захистив дисертацію «Дослідження  авідності на основі відповіді шкіри кроля на суміші дифтерійного токсину і антитоксину».
З 1943 по 1956 роки Єрне працював на Данський національний інститут сироваток, звідки в 1954—1955 роках виїжджав в Каліфорнійський технологічний інститут (Пасадена, Каліфорнія). У цей час він сформулював свою теорію утворення  антитіл. Єрне згадував, що ідея прийшла до нього, коли він їхав на велосипеді з роботи додому до Копенгагена. 
Теорія утворення антитіл зробила Єрне відомим вченим і з 1956 року він працював у ВООЗ у  Женеві главою секції біологічних стандартів і імунології. У 1962—1966 роках був професором мікробіології і завідувачем відділу мікробіології медичної школи  Університету Піттсбурга (Піттсбург), продовжуючи працювати експертом у ВООЗ. У 1966 Єрне повернувся до Європи, де отримав позицію професора в  Університеті Іоганна Вольфганга Гете (Франкфурт). У 1969 році став директором  Базельського інституту імунології (Базель), де працював за виходу на пенсію в 1980.